# Dichiarazione di Roma (1984)
La Dichiarazione di Roma è un documento firmato in una sessione straordinaria del Consiglio dei Ministri dell'Unione dell'Europa occidentale (UEO) tenutasi a Roma il 26 e 27 ottobre 1984, per celebrare il 30º anniversario del Trattato di Bruxelles modificato. La dichiarazione si proponeva di utilizzare meglio l'UEO per aumentare la cooperazione tra gli Stati membri nel campo della politica di sicurezza, e ha riattivato l'UEO.
Dalla fine degli anni '70 in poi, gli stati membri della Comunità Europea hanno cercato di aggiungere una dimensione di sicurezza alla Cooperazione politica europea (CPE), che fino ad allora si era occupata principalmente degli aspetti economici delle questioni di sicurezza. L'opposizione di Danimarca, Grecia e Irlanda all'iniziativa Genscher-Colombo del novembre 1981, il cui scopo era quello di estendere la sfera di competenza della CPE alle questioni di sicurezza e difesa, spinse i paesi favorevoli a cercare un altro quadro di consultazione. La scelta cadde sull'UEO, e quindi I restanti paesi della Comunità Europea - tutti membri dell'UEO - hanno proceduto alla sua riattivazione attraverso la Dichiarazione di Roma.
In seguito all'Atto unico europeo del 1986, che ha codificato la Comunità Politica Europea all'interno del diritto comunitario, gli stati membri dell'UEO hanno adottato la Piattaforma sugli interessi di sicurezza europei, sottolineando la necessità di un'integrazione della difesa intraeuropea e del rafforzamento del pilastro europeo della NATO.